# Bailang, Hubei
Bailang (kinesiska: 白浪, 白浪镇) är en köping i Kina. Den ligger i provinsen Hubei, i den centrala delen av landet, omkring 430 kilometer nordväst om provinshuvudstaden Wuhan. Antalet invånare är 10 097. Befolkningen består av 4 968 kvinnor och 5 129 män. Barn under 15 år utgör 21,0 %, vuxna 15-64 år 70 %, och äldre över 65 år 8,0 %.
Runt Bailang är det ganska tätbefolkat, med 144 invånare per kvadratkilometer. Närmaste större samhälle är Nanhuatang, 15,2 km sydväst om Bailang. Trakten runt Bailang består till största delen av jordbruksmark.
Genomsnittlig årsnederbörd är 904 millimeter. Den regnigaste månaden är juli, med i genomsnitt 157 mm nederbörd, och den torraste är januari, med 6 mm nederbörd.